# Roger (football, 1985)
Pour les articles homonymes, voir Roger.
Roger Rodrigues da Silva, plus communément appelé Roger, est un footballeur brésilien né le 7 janvier 1985. Il est attaquant.

## Palmarès

### Joueur
- Vainqueur de la Coupe du Brésil en 2008 avec le Sport Recife
- Champion de l'État du Pernambouc en 2008 avec le Sport Recife
- Champion de Bahia en 2009 avec le Vitória
- Champion du Japon en 2011 avec le Kashiwa Reysol

### Entraineur
- Vainqueur de la Recopa Mineira en 2023 avec le Athletic
- Vainqueur de la Taça Inconfidência en 2024 avec le Athletic